# Margaret Widdemer
Margaret Widdemer (30 de septiembre de 1884-14 de julio de 1978) fue una poeta y novelista estadounidense. Ganó el Premio  Pulitzer (llamado en ese entonces como el Premio Universitario Columbia) en 1919 por su obra La carretera vieja al paraíso, compartido con Carl Sandburg por Cornhuskers.

## Biografía
Margaret Widdemer nació en Doylestown, Pensilvania, y creció en Asbury Park, New Jersey. Su padre, Howard T. Widdemer, fue un ministro de la Primera Iglesia Congregacional. En 1909 se graduó del Instituto Drexel. Llamó la atención con su poema Las Fábricas, el cual trataba el tema de la explotación infantil. En 1919,  se casó con Robert Haven Schauffler (1879–1964). Schauffler era un autor y chelista que escribía sobre poesía, viaje, cultura y música. Sus trabajos están documentados en el archivo de la Universidad de Texas, en Austin.
Sus memorias Los años dorados que tuve recuenta sus amistades con autores eminentes como Ezra Libra, F. Scott Fitzgerald, T. S. Eliot, Thornton más Salvaje y Edna St. Vincent Millay.
El becario Joan Shelley Rubin afirmaba que Widdemer acuñó el plazo «middlebrow» en su Mensaje «de ensayo y Middlebrow», publicado en 1933 en La Revisión de sábado de Literatura.  Aun así, el término había sido utilizado anteriormente había por la revista británica Punch en 1925.